# Eliminacje do Pucharu Narodów Afryki 2008/Grupa 12
Eliminacje Pucharu Narodów Afryki 2008 odbywają się między 2 września 2006 a 12 października 2007. czyli miesiąc dłużej niż zaplanowano. Drużyny zostały przydzielone do 11 grup po 4 drużyny w każdej i 1 grupie z 3 drużynami. Do finałów zakwalifikuje się 12 zwycięzców grup oraz 3 drużyny z 2. miejsc (z grup 2-11). W grupie 12 szansę na bezpośredni awans miał tylko zwycięzca grupy.

## Drużyny
1. Maroko
2. Malawi
3. Zimbabwe

## Tabela
| Drużyna  | Pkt | M | Z | R | P | Br+ | Br- | +/- |
| -------- | --- | - | - | - | - | --- | --- | --- |
| Maroko   | 10  | 4 | 3 | 1 | 0 | 6   | 1   | +5  |
| Zimbabwe | 4   | 4 | 1 | 1 | 2 | 4   | 5   | -1  |
| Malawi   | 3   | 4 | 1 | 0 | 3 | 2   | 6   | -4  |

Uwagi:
- Maroko awansowało do Pucharu Narodów Afryki 2008.

## Wyniki
| 2 września 2006 18:00 CET | Maroko · Marouane Chamakh 50' · Mbark Boussoufa 72' | 2 - 0 | Malawi | Stade Moulay Abdellah, Rabat |
|                           |                                                     |       |        |                              |

| 7 października 2006 | Malawi · Moses Chavula 33' | 1 - 0 | Zimbabwe | Kamazu Stadium, Blantyre |
|                     |                            |       |          |                          |

| 25 marca 2007 14:00 CET | Zimbabwe · Esrom Nyandoro 82' | 1 - 1 | Maroko · Youssouf Hadji 7' | Rufaro Stadium, Harare |
|                         |                               |       |                            |                        |

| 2 czerwca 2007 22:30 CET | Maroko · Marouane Chamakh 3' · Youssouf Hadji 26' | 2 - 0 | Zimbabwe | Stade Mohamed V, Casablanca |
|                          |                                                   |       |          |                             |

| 16 czerwca 2007 14:30 CET | Malawi | 0 - 1 | Maroko · Bouchaib Lembarki 12' | Kamazu Stadium, Blantyre |
|                           |        |       |                                |                          |

| 9 września 2007 15:00 CET | Zimbabwe · Kingstone Nkatha 24' · Richard Mteki 54' · Method Mwanjali 61' | 3 - 1 | Malawi · Essau Kanyenda 43' | Barbourfields Stadium, Bulawayo · Sędzia: Jean Marie Hicuburundi ( Burundi) |
|                           |                                                                           |       |                             |                                                                             |